# Lista de municípios do Cabo Ocidental
A província do Cabo Ocidental da África do Sul está dividida em um município metropolitano e cinco municípios distritais.

## Cidade do Cabo
| Localização do Município metropolitano da Cidade do Cabo | Município metropolitano da Cidade do Cabo: - Constituído pela Cidade do Cabo |

## West Coast
| Localização do Município distrital de West Coast | Distrito de West Coast. Subdividido em: - Município de Bergrivier - Município de Cederberg - Município de Matzikama - Município de Saldanha Bay - Município de Swartland - Zona de gestão distrital de West Coast |

## Cape Winelands
| Localização do Município distrital de Cape Winelands | Distrito de Cape Winelands. Subdividido em: - Município de Breede River/Winelands - Município de Breede Valley - Município de Drakenstein - Município de Stellenbosch - Município de Witzenberg - Zona de gestão distrital de Brede River |

## Overberg
| Localização do Município distrital de Overberg | Distrito de Overberg. Subdividido em: - Município de Cape Agulhas - Município de Overstrand - Município de Swellendam - Município de Theewaterskloof - Zona de gestão distrital de Overberg |

## Eden
| Localização do Município distrital de Eden | Distrito de Eden. Subdividido em: - Município de Bitou (anteriormente, Plettenberg Bay) - Município de George - Município de Hessequa - Município de Kannaland - Município de Knysna - Município de Mossel Bay - Município de Oudtshoorn - Zona de gestão distrital de South Cape |

## Central Karoo
| Localização do Município distrital de Central Karoo | Distrito de Central Karoo. Subdividido em: - Município de Beaufort West - Município de Laingsburg (Karoo) - Município de Prince Albert - Zona de gestão distrital de Central Karoo |